# Kabinett Tzannis Tzannetakis
Das Kabinett Tzannis Tzannetakis wurde am 2. Juli 1989 in Griechenland durch Tzannis Tzannetakis gebildet und löste das zweite Kabinett Papandreou ab. Das Kabinett bestand bis zum 12. Oktober 1989 und wurde dann durch das Kabinett Ioannis Grivas abgelöst. 
Bei der Parlamentswahl vom 18. Juni 1989 erlitt die von Papandreou geführte Panellinio Sosialistiko Kinima PASOK eine empfindliche Niederlage von 6,7 Prozentpunkten und kam nur noch auf 39,1 Prozent der Wählerstimmen sowie 125 Mandate. Die Nea Dimokratia (ND) unter Führung von Konstantinos Mitsotakis verpasste trotz eines Zugewinns um 3,5 Prozentpunkte auf 44,3 Prozent jedoch die absolute Mehrheit und verfügte nur über 145 Sitze. Da Mitsotakis wegen einer zuvor durch die PASOK verabschiedeten Wahlrechtsreform keine Ein-Parteien-Regierung formen konnte und keine Koalitionsregierung bilden wollte, bildete der zur ND gehörende frühere Minister für öffentliche Arbeiten Tzannis Tzannetakis eine Koalitionsregierung mit dem Linksbündnis Synaspismos unter dem Vorsitzenden Charilaos Florakis, dem damals auch noch die Kommunistische Partei Griechenlands (KKE) angehörte.
Nachdem Synaspismos seine Unterstützung aufgekündigt hatte, trat Tzannetakis am 11. Oktober 1989 als Premierminister zurück.

## Minister
| Ministeramt                                     | Amtszeit                  | Minister                                    | Lebensdaten          |
| ----------------------------------------------- | ------------------------- | ------------------------------------------- | -------------------- |
| Ministerpräsident (Präsident des Ministerrates) | 2. Juli 1989              | Tzannis Tzannetakis                         | * 1927 † 2010        |
| Auswärtiges                                     | 2. Juli 1989              | Tzannis Tzannetakis                         | * 1927 † 2010        |
| Nationale Verteidigung                          | 2. Juli 1989              | Ioannis Varvitsiotis                        | * 1933               |
| Inneres                                         | 2. Juli 1989              | Nikolaos Konstantopoulos                    | * 1942               |
| Finanzen                                        | 2. Juli 1989              | Antonis Samaras                             | * 1951               |
| Justiz                                          | 2. Juli 1989              | Fotis Kouvelis                              | * 1948               |
| Wirtschaft                                      | 2. Juli 1989              | Georgios Souflias                           | * 1941               |
| Minister beim Präsidenten der Regierung         | 2. Juli 1989              | Athanasios Kanellopoulos                    | * 1923 † 1994        |
| Umwelt, Raumplanung und öffentliche Arbeiten    | 2. Juli 1989              | Sotiris Kouvelas                            | * 1936               |
| Nationale Bildung und religiöse Angelegenheiten | 2. Juli 1989              | Vasilios Kontogiannopoulos                  | * 1942               |
| Transport und Kommunikation                     | 2. Juli 1989              | Nikolaos Gkelestathis                       | * 1930               |
| Arbeit                                          | 2. Juli 1989 7. Juli 1989 | Sotiris Chatzigakis Theocharis Papamargaris | * 1944 * 1938        |
| Gesundheit, Wohlfahrt und soziale Sicherheit    | 2. Juli 1989              | Miltiadis Evert                             | * 1939 † 2011        |
| Landwirtschaft                                  | 2. Juli 1989              | Stavros Dimas                               | * 1941               |
| Öffentliche Ordnung                             | 2. Juli 1989              | Ioannis Kefalogiannis                       | * 1932 † 2012        |
| Kultur                                          | 2. Juli 1989 7. Juli 1989 | Anna Psarouda-Benaki Georgios Mylonas       | * 1934 * 1919 † 1998 |
| Tourismus                                       | 3. Juli 1989              | Tzannis Tzannetakis                         | * 1927 † 2010        |
| Industrie, Energie und Technologie              | 2. Juli 1989              | Michalis Papakonstantinou                   | * 1919 † 2010        |
| Handelsmarine                                   | 2. Juli 1989              | Aristotelis Pavlidis                        | * 1943               |
| Handel                                          | 2. Juli 1989              | Andreas Andrianopoulos                      | * 1945               |
| Makedonien und Thrakien                         | 2. Juli 1989              | Panagiotis Chatzinikolaou                   | * 1932               |
| Ägäis                                           | 2. Juli 1989              | Emmanouil Kefalogiannis                     | * 1914 † 2003        |
| Minister ohne Geschäftsbereich                  | 2. Juli 1989              | Emmanouil Kefalogiannis                     | * 1914 † 2003        |